# Печера ідей
Печера ідей (ісп. La caverna de las ideas) — детективний роман 2000 року іспанського письменника Хосе Карлоса Сомоси.
2002 року роман перекладено та видано англійською мовою. За «Печеру ідей» 2002 року Хосе Карлос Сомоса отримав Золотий кинджал.

## Сюжет
Книгу написано в жанрі інтелектуально-філософського детективу. Сюжетних ліній дві. Основу сюжетної канви складають послідовні таємничі вбивства ефебів, учнів Академії Платона у Стародавніх Афінах. Задля розслідування обставин вбивства першого юнака ментор Академії математик Діагор звертається до Гераклеса Понтора, якого афіняни називають Розв'язувачем загадок, разом вони намагаються знайти злочинця. Проте щоразу, коли здається, що всі факти становлять повну картину подій, стається нове вбивство.
Значна увага автора приділяється деталям побуту давніх афінян, плануванню міста, а також опису його районів, функціонування владних органів та обрядів широких афінських свят — Леней, зимового свята, присвяченого Діонісу. Зрештою сам культ Діоніса та священні містерії, присвячувані богу виноградарства та веселощів, виявляються повинними у смерті юнаків та багатьох селян Аттики, чиї смерті ніколи раніше не розслідувались.
Інша, ніби побічна, сюжетна лінія — історія перекладача, який працює з описом згаданих подій під назвою «Печера ідей» анонімного давньогрецького автора. Сама назва Печера ідей на перших же сторінках роману натякає на зв'язок із Платонівською Алегорією печери. Надалі герої роману часто тлумачитимуть погляди платоніків, а сучасний нам герой-перекладач перетвориться на персонажа книги, який доводитиме 5 платонівських ступенів пізнання.
Важливим для побудови сюжету є вигаданий літературний прийом, так званий, ейдезис — нарочите повторювання певних слів, які дозволяють приховати анонімному автору у Печері ідей різноманітні символи, зокрема 12 подвигів Геракла.

## Персонажі
«Печера ідей»
- Геракл Понтор — афінянин, Розв'язувач загадок.
- Діагор — ментор Платонівської академії, викладач геометрії та музики.
- Трамах, Евней та Анфіс — учні Платонівської академії, жертви вбивств.
- Етіда — мати Трамаха.
- Елея — сестра Трамаха.
- Ясінтра — гетера з Пірея.
- Понсіка — раба Геракла Понтора.
- Кантор — товариш Геракла Понтора.
- Менехм — скульптор з району Керамікос.
- Платон — давньогрецький філософ.

Оповідь у примітках
- Перекладач — безіменний дослідник, який перекладає «Печеру ідей» та робить деякі власні записи у примітках.
- Єлена — колега перекладача.
- Монтал — вчений, який відкрив та першим дослідив рукопис «Печери ідей».

## Переклади українською
- Хосе Карлос Сомоса. Печера ідей / пер. з ісп. Олега Леська. — Л. : Апріорі, 2023. — 312 с. — ISBN 978-617-629-798-7.